# 인도네시아 합중국
인도네시아 합중국(인도네시아어: Republik Indonesia Serikat)은 1949년 12월 27일 네덜란드-인도네시아 원탁회의 결과 네덜란드령 동인도가 자치권을 얻음으로써 성립된 자치공화국이다. 합중국은 1950년 8월 17일 수카르노 대통령의 완전 독립 선언에 의해 해체되고, 인도네시아 공화국으로 계승되었다.

## 같이 보기
- 인도네시아의 역사
- 인도네시아 독립 전쟁